# Collezione Mattioli
La Collezione Mattioli è un'importante raccolta d'arte di avanguardie storiche italiane, in particolare futurismo e metafisica, costituita da Gianni Mattioli soprattutto tra il 1946 e il 1953, anno della prima esposizione pubblica a Palazzo Strozzi di Firenze. Dopo un tour internazionale di mostre, ventisei capolavori sono stati notificati dallo Stato italiano nel 1973 come collezione indivisibile e «insostituibile testimonianza di momenti capitali della pittura italiana di questo secolo tra il 1910 e il 1920, essenzialmente per il futurismo e la metafisica». Grazie a un prestito a lungo termine la collezione notificata è stata esposta dal 1997 al 2015 alla Peggy Guggenheim Collection di Venezia. La collezione sarebbe stata visibile alla Pinacoteca di Brera con l'apertura di Brera Modern a Palazzo Citterio, ma è stata trasferita il 28 ottobre 2022 al Museo del Novecento.

## Genesi della collezione
Nato in una famiglia di modeste condizioni economiche, fin da ragazzo si lega alle avanguardie artistiche italiane, leggendo D'Annunzio e Boccioni. Appena quindicenne viene folgorato da una riproduzione del Blaue Reiter, appesa a un negozio di Brera. All'età di diciott'anni riceve in dono dall'amico Fortunato Depero una prima opera, un Selvaggetto in legno, per l'entusiasmo dimostrato alla prima mostra dell'artista trentino.
Nel 1924, dopo la mostra monografica di Boccioni organizzata da Marinetti a Bottega di Poesia in Via Montenapoleone a Milano (10-21 marzo 1924), entra in possesso di alcuni disegni futuristi. Dopo un soggiorno a Londra e a Parigi, rientrato a Milano e impegnato nel commercio dei cotoni, entra in amicizia con Fedele Azari. Dopo sua morte prematura, il 25 gennaio 1930, in una lettera del 17 dicembre dello stesso anno indirizzata a Depero, Mattioli scrive di avere in casa il ritratto del comune amico defunto, eseguito dallo stesso Depero, un buon numero di copie del “libro imbullonato” e “due grandi plastici di Boccioni”.
Nel 1934, in seguito alla mediazione svolta tra il padre di Fedele Azari e il ragionier Ausonio Canavese di Torino per la vendita di un nucleo di opere di Boccioni, poi donate da quest'ultimo al Comune di Milano, Mattioli entra in possesso di un certo numero di opere futuriste, probabilmente, tra queste due tirature in bronzo delle due sculture di Boccioni Sviluppo di una bottiglia nello spazio e Forme uniche della continuità nello spazio. 
Nel 1937 si trasferisce in via Stradivari 7 e le foto dell'appartamento mostrano un arredamento razionalista completato da opere quasi esclusivamente di Depero, arazzi e cuscini e alcuni dipinti quali Città meccanizzata dalle ombre. Resta in contatto con diverse gallerie e galleristi: Galleria Milano di Gasparre Gussoni in via Croce Rossa 6, la Galleria Barbaroux e soprattutto Gino Ghiringhelli della Galleria II Milione di Via Brera 21.
Nel 1941 entra in contatto con l’industriale e collezionista Carlo de Angeli Frua che gli presta per la sua nuova casa alcune opere, quali Lunia Czechowska di profilo di Modigliani (collocazione sconosciuta), I pesci sacri di de Chirico (The Museum of Modern Art, New York) e dal quale compera importanti dipinti metafisici. 
Durante la seconda guerra mondiale, grazie anche all'amicizia con la cugina Fernanda Wittgens con la quale condivide l'impegno per la fuga degli ebrei (tra cui il critico d'arte Lamberto Vitali) e l'ideale di un ruolo sociale dell'arte, nasce in modo sempre più forte l'esigenza di costituire una collezione che abbia una valenza sociale e che mostri il ruolo internazionale dell'arte italiana a partire dal Futurismo. Così, grazie al successo economico legato alla sua attività di importatore di cotoni, dal 1946 nella sua nuova casa in Via Gabba 9 egli aggiunge al primitivo nucleo di opere futuriste dipinti di Carrà, Campigli, Morandi, de Pisis, Funi, Sironi, Tosi, de Chirico, e sculture di Arturo Martini, Manzù e Marino Marini tanto da prendere in affitto, tra il 1947 e il 1948, dal pittore Arturo Tosi alcuni locali del suo studio come depositi di opere. Dal 1946 acquistò praticamente tutte le opere più importanti di Depero eseguite dall'artista fino al 1930. 
Nel maggio del 1949, Mattioli acquista in blocco la collezione dell’avvocato bresciano Pietro Feroldi, tramite la mediazione di Fernanda Wittgens e Gino Ghiringhelli. Si trattava di una delle più importanti raccolte di arte moderna esistenti in Italia, già esposta a Milano nel 1933-34 alla Galleria II Milione, che comprendeva sia opere altamente rappresentative della pittura italiana del periodo 1910-30, sia disegni e dipinti francesi, in particolare post-impressionisti. Un nucleo di 69 dipinti e 8 sculture, che annoverava opere come il Nudo sdraiato di Amedeo Modigliani. Tuttavia, Mattioli operò una selezione delle opera da lui acquistate, secondo un criterio non più del confronto con le avanguardie francesi, ma mettendo in luce l'autonomia dei movimenti italiani, in particolare del Futurismo e della Metafisica. Dopo due anni, del nucleo Feroldi rimanevano poco più di trenta opere tra cui L'amante dell’ingegnere di Carrà, Paesaggio del 1914 e Bottiglie e fruttiera del 1916 di Morandi, Il cavallo bianco di Sironi, avendo selezionato in modo rigoroso le opere da aggiungere al nucleo già esistente della sua collezione. Intanto, continua le acquisizioni di opere futuriste: il 19 dicembre 1949 fu acquistato il dipinto Materia di Boccioni da Romeo Toninelli, dopo una lunga trattativa iniziata nel 1946 tramite Depero.
Nell'inverno 1949 affitta un appartamento in Via Senato 36, dove la raccolta d'arte fu sempre accessibile agli studiosi e aperta al pubblico ogni domenica mattina dal 1950 al 1967.
Nel 1950 acquista direttamente dall'autore Mercurio passa davanti al sole insieme a Linee andamentali e Successioni dinamiche di Balla, la Manifestazione interventista di Carrà presso la Galleria Bolzani di Milano, la Ballerina blu di Severini da Toninelli e la Composizione con elica di Sironi dal Dr. Poli di Milano. La Galleria di Milano di Carrà entrò invece a far parte della collezione nel 1951 dalla famiglia Gualtieri di San Lazzaro di Firenze, mentre Dinamismo Bar San Marco di Rosai fu acquistato da Carlo Cardazzo a Venezia nel 1951-52.
Fra il 1952 e il 1954, insieme a Ghiringhelli fonda la società “G & G”, che, attraverso una partecipazione finanziaria alla attività della Galleria II Milione, gli permise di acquisire opere quali Dinamismo di un ciclista di Boccioni e Inseguimento di Carrà e Solidità della nebbia di Russolo. Ai dipinti futuristi si aggiunsero, tra gli altri, il Ritratto del pittore Frank Haviland di Modigliani acquistato nel 1949 da Italico Brass, Fiori del 1913 e Natura morta con portaorologio del 1915 di Morandi, provenienti direttamente dall’autore tramite la Galleria II Milione nel 1950.
Nel 1953 la collezione viene esposta per la prima volta in una grande mostra a Palazzo Strozzi a Firenze. Nella prefazione al catalogo Carlo Ludovico Ragghianti lamenta la difficoltà per il pubblico di avvicinarsi all'arte moderna italiana a causa della grave lacuna delle collezioni pubbliche in questo campo e definisce la raccolta Mattioli “composta con intenzione e animo di storico”, allo scopo di “rendere evidenti i segni di una cultura, i nessi e le articolazioni di un processo storico che sottende le individuazioni estetiche”.
Dopo l'esposizione fiorentina,  la collezione Mattioli fu esposta a Torino nel 1959 in occasione della inaugurazione della Civica Galleria di Arte Moderna e, a cura della International Exhibitions Foundation, nei musei delle principali città degli Stati Uniti dal 1967 al 1969, poi in Belgio, in Danimarca, in Germania, in Spagna negli anni 1969-7128, e infine in Giappone al Museo Nazionale d’Arte Moderna di Kyoto nel 1972. 
Al rientro in italia, nel 1973 il soprintendente Franco Russoli pone sotto notifica come "collezione indivisibile" 26 opere della Collezione Mattioli. Il vincolo dello Stato Italiano comprende 26 dipinti che considera «insostituibile testimonianza di momenti capitali della pittura italiana di questo secolo tra il 1910 e il 1920, essenzialmente per il futurismo e la metafisica».
Grazie a un prestito a lungo termine dell'erede e storica dell'arte Laura Mattioli, ventisei capolavori della collezione sono stati esposti al pubblico dal 1997 al 2016 presso la Peggy Guggenheim Collection di Venezia.

## Opere della collezione sotto il vincolo di notifica dello Stato italiano dal 1973
Opere della Collezione Mattioli sotto il vincolo di notifica come "indivisibili". Le opere sono state esposte dal 1997 al 2016 presso la Peggy Guggenheim Collection di Venezia, per poi passare nel 2022 al Museo del Novecento di Milano. 
| Dipinto | Nome                                      | Autore            | Anno |
| ------- | ----------------------------------------- | ----------------- | ---- |
|         | Linee andamentali + successioni dinamiche | Giacomo Balla     | 1913 |
|         | Mercurio passa davanti il Sole            | Giacomo Balla     | 1914 |
|         | Materia                                   | Umberto Boccioni  | 1912 |
|         | Dinamismo di un ciclista                  | Umberto Boccioni  | 1913 |
|         | La città che sale - bozzetto              | Umberto Boccioni  | 1910 |
|         | La Galleria di Milano - bozzetto          | Carlo Carrà       | 1912 |
|         | La Galleria di Milano                     | Carlo Carrà       | 1912 |
|         | Manifestazione interventista              | Carlo Carrà       | 1914 |
|         | Inseguimento                              | Carlo Carrà       | 1914 |
|         | L'amante dell'ingegnere                   | Carlo Carrà       | 1921 |
|         | Ritratto di Clavel                        | Fortunato Depero  | 1917 |
|         | Ritratto di Burty Frank Haviland          | Amedeo Modigliani | 1914 |
|         | Fiori                                     | Giorgio Morandi   | 1913 |
|         | Frammento                                 | Giorgio Morandi   | 1914 |
|         | Paesaggio                                 | Giorgio Morandi   | 1914 |
|         | Natura morta con portaorologio            | Giorgio Morandi   | 1915 |
|         | Bottiglia e fruttiera                     | Giorgio Morandi   | 1916 |
|         | Rose                                      | Giorgio Morandi   | 1917 |
|         | Dinamismo Bar San Marco                   | Ottone Rosai      | 1913 |
|         | Scomposizione di una strada               | Ottone Rosai      | 1914 |
|         | Solidità nella nebbia                     | Luigi Russolo     | 1912 |
|         | Ballerina Blu                             | Gino Severini     | 1912 |
|         | Composizione con elica                    | Mario Sironi      | 1915 |
|         | Il cavallo Bianco                         | Mario Sironi      | 1919 |
|         | Trofeino                                  | Ardengo Soffici   | 1915 |
|         | Frutta e liquori                          | Ardengo Soffici   | 1915 |